# Iliamna (Alaska)
Iliamna  ist ein Ort und ein census-designated place (CDP) im Lake and Peninsula Borough in Alaska. Das U.S. Census Bureau hatte bei der Volkszählung 2020 eine Einwohnerzahl von 108 ermittelt.

## Geographie
Iliamna befindet sich im Südwesten von Alaska am Nordufer des Iliamna Lake. Nächstgelegene Orte sind Newhalen, knapp 6 km südwestlich, und Nondalton, 23 km nördlich. Der Newhalen River verläuft entlang der westlichen CDP-Grenze. Westlich vom Ort Iliamna befindet sich der Flughafen Iliamna.

## Geschichte
Ursprünglich existierte eine athapaskische Siedlung (⊙), heute als „Old Iliamna“ bezeichnet, nahe der Mündung des Iliamna River in den Iliamna Lake. Die Bewohner verließen aber 1935 diesen Platz und errichteten die heutige Siedlung. Seit dieser Zeit entwickelt sich auch der Tourismus. Es werden Angeltouren zum Iliamna Lake und zu den umgebenden Gewässern angeboten, wo es zahlreiche Lachse, Äschen und Regenbogenforellen gibt.
Die Bevölkerung besteht zum einen aus dauernd hier lebenden Einwohnern, zum anderen aus Saisonarbeitskräften, die nur während der Sommermonate hier leben. Der Tourismus ist die Haupteinnahmequelle. Einige Einwohner betreiben aber auch Jagd und Fischerei zu Subsistenzzwecken. Heute besitzt Iliamna eine gemischte indigene Bevölkerung, Alutiiq-Aleuten, Yup’ik-Eskimo und Dena’ina-Athabasken. Der Verkauf von Alkohol ist in Iliamna verboten.
Aktuell gibt es Planungen der Minengesellschaften Anglo American und Northern Dynasty, in dem Gebiet im großen Stil Gold, Kupfer und Molybdän abzubauen. Dieses Vorhaben ist stark kritisiert worden, da Minenabwässer die Lebensräume der hier vorkommenden empfindlichen Fischarten zerstören könnten.

## Demografie
Zum Zeitpunkt der Volkszählung im Jahre 2020 (U.S. Census 2020) hatte Iliamna 108 Einwohner auf einer Landfläche von 96,39 km². Von den Einwohnern waren 26 Weiße, 64 Indigene sowie ein Asiate.